# Други прелазни период
Други прелазни период је раздобље између пада Средњег краљевства и почетка Новог краљевства. Најбоље је познато по томе што су се у том раздобљу у Египту појавили Хикси, који су владали за време петнаесте и шеснаесте египатске династије.
Славна Дванаеста египатска династија завршила је око 1800. п. н. е. Наследник јој је била много слабија Тринаеста египатска династија. Владала је из Ити-тауија. Тринаеста династија није успела да одржи контролу над великом територијом Египта. Владајућа породица провинције у Ксоису, који се налази у мочварама западне Делте, отцепила се од средишње власти и основала четрнаесту египатску династију. Подела земље убрзана је након владавине Неферхотепа I из тринаесте династије.
За време владавине његова брата и наследника Собекхотепа IV., први пута се појављују Хикси, а око 1720. п. н. е. преузимају власт над градом Аварисом. Манетон је у своме делу Aegyptiaca забележио да су за време владавине „Тутимаиоса“ (Дудимосе? из четрнаесте династије) Хикси под вођством Салитиса, оснивача петнаесте династије, прегазили Египат. Након петнаесте династије владала је група принцеза и војсковођа Хикса, који су владали источном Делтом са својим египатским вазалима, а познати су по скарабима у које су урезана њихова имена. Савремени египтолози их називају шеснаестом династијом.
Чини се да су каснији владари тринаесте династије били само пролазни владари под контролом снажних везира. Постоје чак и теорије да краљеви у том раздобљу нису постављани него бирани. Један од владара у касној династији, Вахибра Ибиау, је можда и сам био бивши везир. Од владавине Собекхотепа IV, снага ове династије, која ионако није била велика, почела је да опада. Владар Мернеферре Аи (владао у 18. веку п. н. е.) био је, чини се, само обичан вазал принчевима Хикса који су овде владали. Његови наследници су одржали свој положај којем је значај био невелик до око 1633. п. н. е.
Негде у време када су Мемфис и Ити-тауи пали под власт Хикса, Египћани који су владали из Тебе објавили су своју независност од потчињене династије из Ити-тауија и започели седамнаесту египатску династију. Ова династија ће се показати спасоносном за Египат и с временом ће покренути ослободилачки рат који је потиснуо Хиксе натраг у Азију. Два последња владара ове династије били су Тао II Храбри и Камосе, којем се по традицији приписује коначна победа над Хиксима. С почетком осамнаесте династије почиње и раздобље Новог краљевства.